# 이나바 미노루
이나바 미노루(일본어: 稲葉 実 いなば みのる[*], 1951년 11월 8일 ~ )는 일본의 남성 성우. 시즈오카현 출신으로 켄 프로덕션 소속. 주로 1975년부터 활동해서 여전히 왕성하게 활동중인 원로 성우다.
장년부터 노인 좋은 캐릭터부터 비열한 악역 캐릭터도 있다고 한다. 말 그대로 좋은 카리스마의 일본의 남자 성우다.

## 주요 출연작
- B: The Beginning - 보리스 마이어
- Glass Heart Princess - 히메노 몬지
- OZ -오즈- - 토토
- RErideD -시간을 넘는 데리다- - 한스 안드레이
- 게게게의 키타로 6기 - 고양이 도사
- 건슬링거 스트라토스 - 토오루
- 경계의 린네 - 쿠로이다 장로
- 공각기동대 SAC 2045 - 니도
- 그랑블루 판타지 - 부호 바스
- 기동전사 건담 시리즈
- 신기동전기 건담 W - 닥터 J
- 기동전사 건담 SEED - 윌리엄 서덜랜드
- 기동전사 건담 AGE - 메델 잔트
- 지오닉 프론트 기동전사 건담 0079 - 렌체흐
- 나의 히어로 아카데미아 - 우지코 다루마
- 호비와 마법의 카네이션